# Địa danh học
Địa danh học là môn khoa học nghiên cứu về địa danh, bao gồm nguồn gốc, ý nghĩa, sử dụng và phân loại chúng.

## Những nhà nghiên cứu địa danh nổi tiếng
| - William Bright - Richard Coates - Albert Dauzat - Eilert Ekwall - Margaret Gelling - W. F. H. Nicolaisen | - Oliver Padel - Robert L. Ramsay - Adrian Room - Charles Rostaing - Henry Schoolcraft - Walter Skeat | - Albert Hugh Smith - Frank Stenton - George R. Stewart - Isaac Taylor - James Hammond Trumbull - William J. Watson |